# Papaver sendtneri
Papaver sendtneri är en vallmoväxtart som beskrevs av Anton Joseph Kerner och August von Hayek. Papaver sendtneri ingår i släktet vallmor, och familjen vallmoväxter. Inga underarter finns listade i Catalogue of Life.